# Raphismia inermis
Raphismia inermis är en trollsländeart som beskrevs av Friedrich Ris 1910. Raphismia inermis ingår i släktet Raphismia och familjen segeltrollsländor. Inga underarter finns listade i Catalogue of Life.